# Billy Butler (beisbolista)
Billy Ray Butler (Orange Park, Florida, 18 de abril de 1986), más conocido como Billy Butler, es un exjugador profesional estadounidense de béisbol que se desempeñó en la posición de bateador designado en las Grandes Ligas de Béisbol (MLB). Logró obtener un Bate de Plata.

## Carrera
Butler jugó como profesional ocho temporadas en Kansas City Royals (2007-2014), después pasó a Oakland Athletics (2015-2016), posteriormente a New York Yankees, donde jugó una temporada (2016), y fue el equipo en el que se retiró.

## Premios
Fue galardonado con el Bate de Plata en una oportunidad (2012).